# Hoorebeke-Sainte-Marie
Hoorebeke-Sainte-Marie (Sint-Maria-Horebeke en néerlandais) est une section de la commune belge de Horebeke située en Région flamande dans la province de Flandre-Orientale. C'était une commune à part entière avant la fusion des communes de 1977.
Dans la partie nord de son territoire se trouve le hameau rural de Korsele, l'un des rares foyers de peuplement protestants en Belgique. Hoorebeke-Sainte-Marie est sur la liste des 50 plus beaux villages de Flandre.

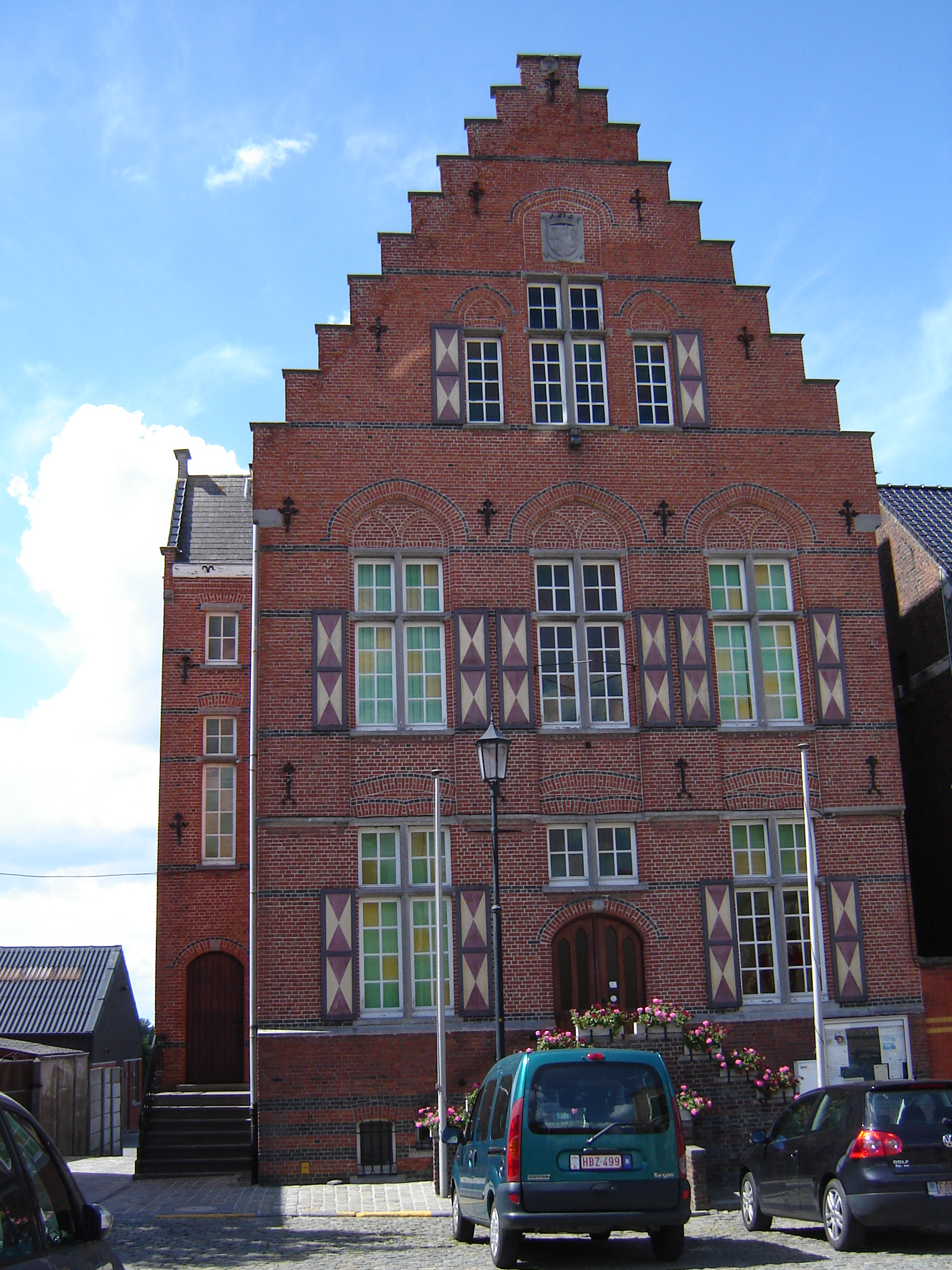
Hôtel de ville de Hoorebeke-Sainte-Marie

## Démographie

### Évolution démographique
- Sources : INS, Rem. : 1831 jusqu'en 1970 = recensements, 1976 = nombre d'habitants au 31 décembre[3].